# Лелап

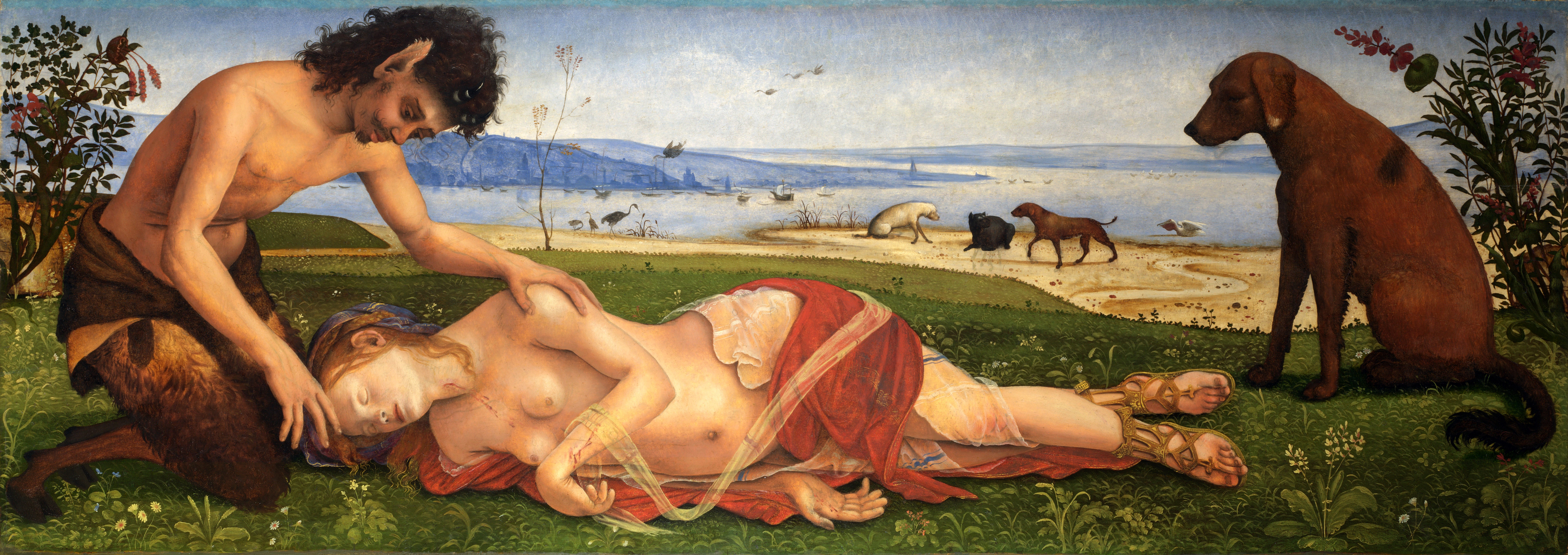
Лелап на картині П'єро ді Козімо «Смерть Прокріди»

Лелап або Лайлап (дав.-гр. Λαίλαπος — «буря») — у давньогрецькій міфології — пес, який завжди ловив те, за чим гнався. Лелапа з бронзи викував Гефест, а Зевс подарував тварину Європі. Лелапа весь час передавали з рук у руки. Був він і в богині Артеміди, і в Прокріди, від якої пес урешті-решт дістався і її чоловіку Кефалу. Коли за волею Діоніса тевмесська лисиця пішла розоряти околиці Фів, Кефал відправив Лелапа на її полювання. Виник парадокс — пес, який завжди  наздоганяє будь-яку переслідувану здобич, женеться за лисицею, яку неможливо впіймати. Тому, аби уникнути такої непослідовності, Зевс вирішив перетворити обох тварин на камінь.